# Chiesa di Santa Paola
La chiesa di Santa Paola è un edificio religioso di Mantova, situato in Piazza dei Mille.

## Storia e descrizione

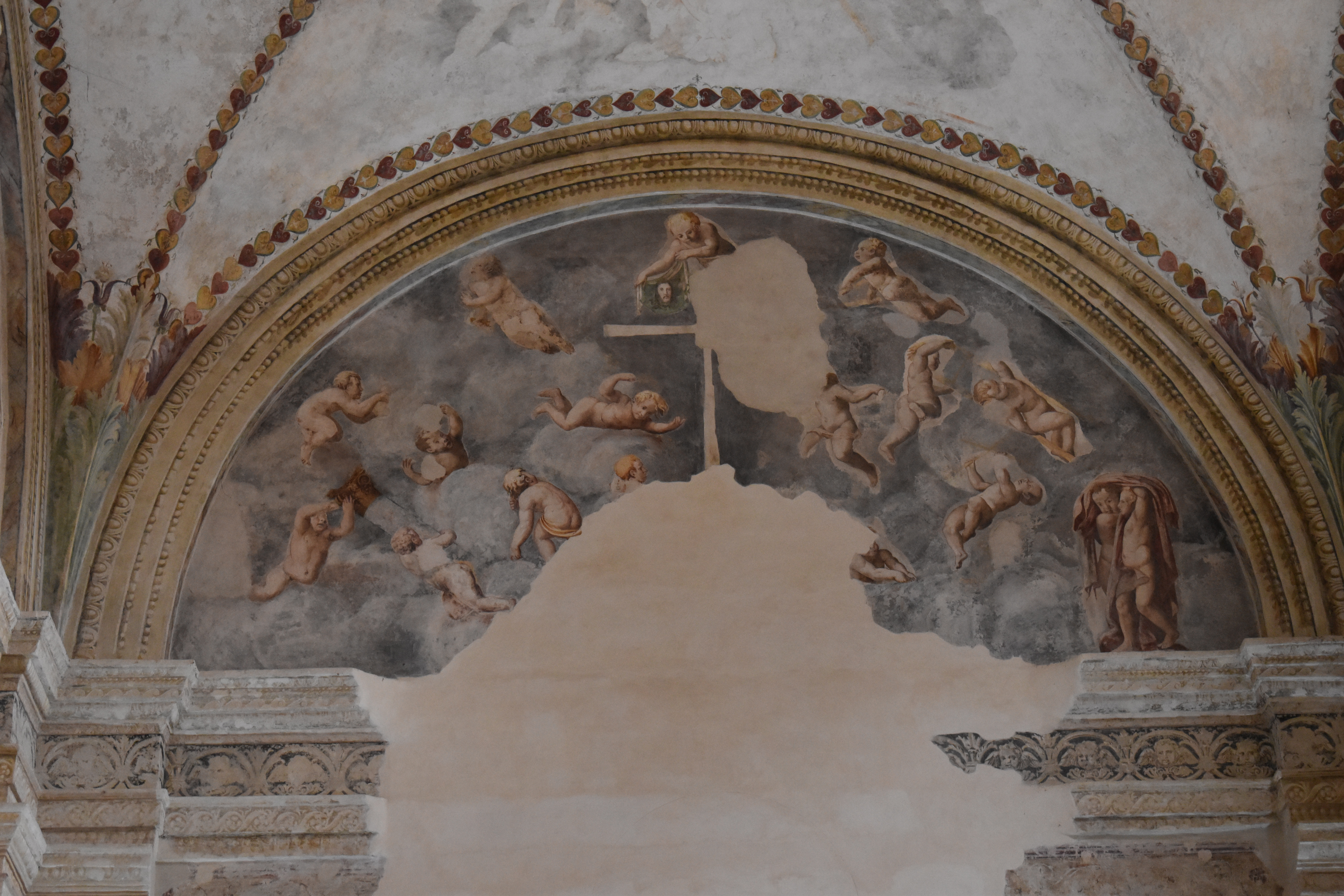
Un affresco

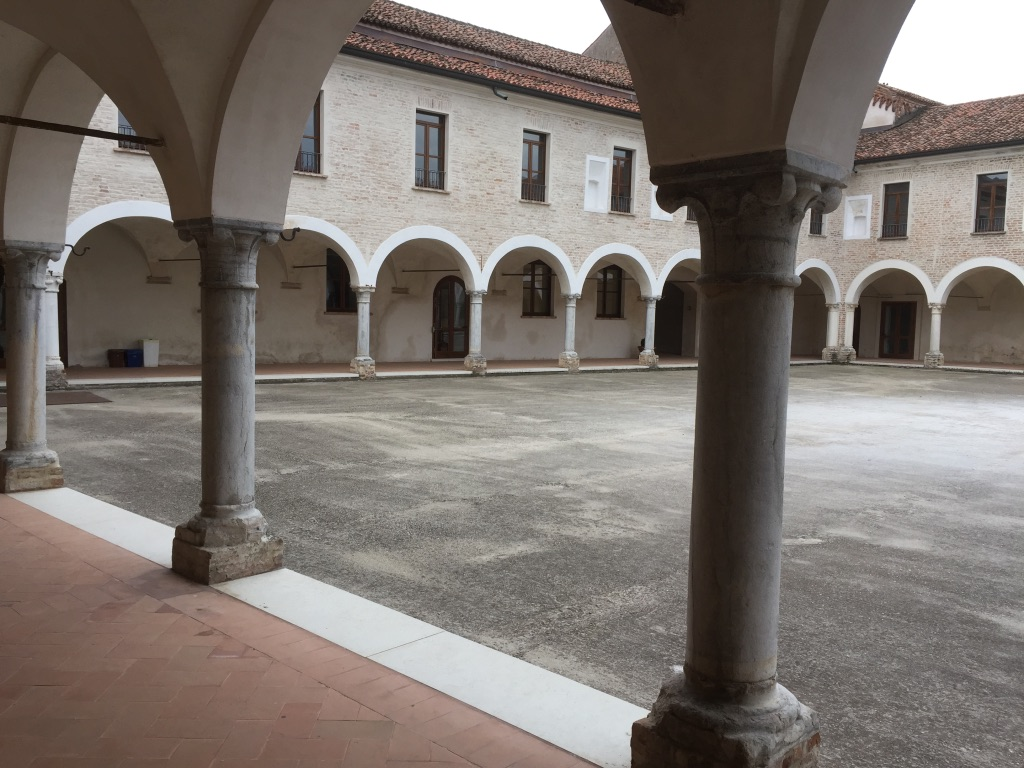
Mantova, chiostro monastero di Santa Paola

La chiesa, con annesso monastero intitolato al Corpo di Cristo, fu edificata agli inizi del Quattrocento per volere di Paola Malatesta, moglie di Gianfrancesco Gonzaga, quinto capitano del popolo di Mantova affinché ospitasse le Clarisse Francescane. Alla costruzione partecipò anche l'architetto ducale Luca Fancelli che nel 1460 completò la costruzione del chiostro.
Suor Livia Paola Gonzaga, figlia della marchesa Isabella d'Este e priora del monastero, fece affrescare la chiesa dopo la tumulazione della madre, grazie all'intervento del fratello Federico II Gonzaga, marchese di Mantova. Giulio Romano intervenne nell'opera, di cui rimangono tracce, dipingendo la scena funebre del funerale di Federico II. Isabella venne sepolta nella chiesa insieme al marito Francesco II Gonzaga, in saio francescano; i resti, perduti nei secoli, furono poi ritrovati nel 1965 da don Costante Berselli e dal professor Ercolano Marani, analizzati e riconosciuti dall'allora primario di radiologia dell'Ospedale di Mantova professor Ivo Orlandini e sigillati "in due piccole casse di abete numerate una e due, chiuse con un lucchetto e sigillate con ceralacca dal notaio Ariberti" (precisamente, la cassa di Isabella d'Este era la numero due), ma sono successivamente misteriosamente scomparsi dal sarcofago.
Tra la fine del Settecento e la fine degli anni cinquanta ospitò una caserma e una fabbrica.
Oggi l'ex-monastero ospita una scuola di formazione professionale, gli Istituti Santa Paola, fondata negli anni Sessanta da don Antonio Bottoglia  (1920-2023).

## Pantheon dei Gonzaga

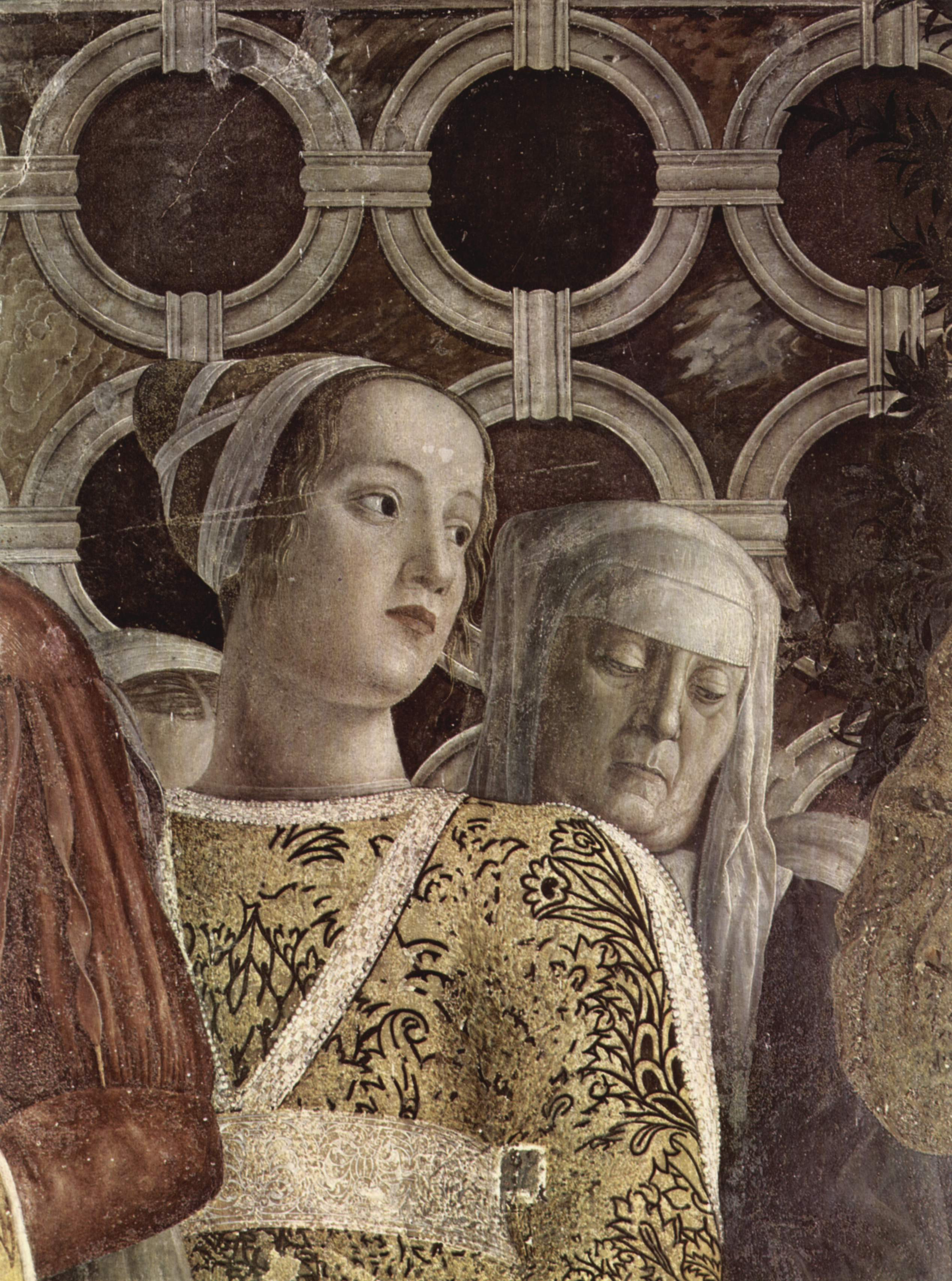
Andrea Mantegna, presumibile ritratto di Paola Malatesta in abito monastico dietro a Barbara Gonzaga nella Camera degli Sposi a Mantova

Nella chiesa trovarono sepoltura importanti componenti della dinastia dei Gonzaga:
- Paola Malatesta, moglie di Gianfrancesco Gonzaga;
- Isabella d'Este, marchesa consorte di Francesco II Gonzaga;
- Francesco II Gonzaga, quarto marchese di Mantova;
- Margherita Paleologa, duchessa consorte di Federico II Gonzaga;
- Livia Gonzaga, monaca, figlia di Francesco II Gonzaga;
- Margherita Gonzaga, figlia naturale di Francesco II Gonzaga.